# USS Somers (DD-301)
Za druga plovila z istim imenom glejte USS Somers.
USS Somers (DD-301) je bil rušilec razreda Clemson v sestavi Vojne mornarice Združenih držav Amerike.
Rušilec je bil poimenovan po pomorskem častniku Richardu Somersu.

## Zgodovina
V skladu s Londonskim sporazumom o pomorski razorožitvi je bil rušilec 10. aprila 1930 izvzet iz aktivne službe in naslednje leto razrezan.